# 18950 Marakessler
18950 Marakessler è un asteroide della fascia principale. Scoperto nel 2000, presenta un'orbita caratterizzata da un semiasse maggiore pari a 2,7385188 UA e da un'eccentricità di 0,0634325, inclinata di 5,04328° rispetto all'eclittica.